# Jevgeni Valiev
Jevgeni Damirovitsj Valiev (Russisch: Евгений Дамирович Валиев) (Oblast Moermansk, 3 mei 1990) is een professionele basketbalspeler die speelt voor het nationale team van Rusland. 

## Carrière
Valiev begon zijn profcarrière bij Trioemf Oblast Moskou Ljoebertsy in 2007. Hij begon in het tweede team. Na twee jaar kwam hij in 2009 bij het eerste team. In 2014 haalde hij met Trioemf de finale van de EuroChallenge. Ze verloren de finale van Grissin Bon Reggio Emilia uit Italië met 65-79. In 2014 verhuisde Valiev mee met de club naar Sint-Petersburg, waar het onder de naam Zenit verder ging. Valiev werd met Zenit drie keer derde om het Landskampioenschap van Rusland in 2016, 2017 en 2018. Ook speelde hij de finale om de Beker van Rusland in 2016 die hij verloor van Parma Perm met 65-97. In 2019 stapte hij over naar Chimki Oblast Moskou.
Valiev speelde met Rusland op het Europees kampioenschap in 2013. Ook speelde hij op het Wereldkampioenschap in 2019.

## Erelijst
- Landskampioen Rusland:
  - Derde: 2016, 2017, 2018
- Bekerwinnaar Rusland:
  - Runner-up: 2016
- VTB United League:
  - Derde: 2016, 2017, 2018
- EuroChallenge:
  - Runner-up: 2014